# GD (oprogramowanie)
GD jest biblioteką graficzną służącą do dynamicznej manipulacji obrazami. Jej głównym twórcą jest Thomas Boutell. Dzięki niej można tworzyć obrazy w formatach GIF, JPEG, PNG i BMP. GD obsługuje m.in. takie języki programowania jak C, PHP, Perl, OCaml, Tcl, Pascal czy REXX.
Biblioteka jest udostępniana na zasadach Open Source.